# 吳瑞徵
吳瑞徵（1580年—？），字仲庚，號元谷，南直隸蘇州府吳江縣人，匠籍，明朝政治人物。

## 生平
萬曆三十七年（1609年）己酉科順天鄉試第四十二名舉人，三十八年（1610年）中式庚戌科會試第六十一名，二甲第二十八名進士。工部觀政，四十年（1612年）四月授工部虞衡司主事，四十三年（1615年）升工部營繕司員外郎，同年升郎中，四十五年（1617年）出為饒州府知府，升河南按察司副使，天啟元年（1621年）五月得悉後金攻陷遼陽，棄官逃歸，被河南巡撫張我續論劾，與河南左布政使馮盛明被逮治，同年九月削籍為民。

## 家族
嗣曾祖吳巖，四川布政使司右參政；本生曾祖吳山，刑部尚書；嗣祖父吳邦模，光祿寺丞；本生祖父吳邦杰，嘉靖四十年舉人；父吳承廉。嫡母凌氏；生母黃氏。永感下。兄吳嘉徵（監生）。